# Thy-le-Bauduin
Thy-le-Bauduin (en wallon Tî-l'-Bôdwin) est une section de la commune belge de Florennes située en Région wallonne dans la province de Namur.
C'était une commune à part entière avant la fusion des communes de 1977.

## Étymologie
Le nom de Thy-le-Bauduin trouve son origine dans le mot latin termen signifiant tertre. On retrouve d’ailleurs cette racine dans les mots wallons tièr, tiêr, tyin.ne et tiène qui ont également cette signification. Le nom Bauduin est venu s’y adjoindre parce qu’un personnage ayant porté ce patronyme a vraisemblablement marqué la localité.[réf. souhaitée]

## Évolution démographique
- Source: DGS, 1831 à 1970=recensements population, 1976= habitants au 31 décembre

## Histoire
Site habité très ancien sur les bords de la Thyria (affluent de l’Eau d’Heure à Berzée, dont la source se trouve au nord de Florennes) où se dressait jusqu’en 1825 un menhir et où l’on a trouvé des silex taillés et des substructures d’une villa. Le site du Cheslez a dû être occupé avant l'époque romaine.
Le comte de Namur y détient certains droits en 1289 avec les sires de Morialmé, avoués de la prévôté bénédictine d’Hanzinne.
La localité a été pillée par les Lorrains en 1649 à la solde des Espagnols malgré le statut de neutralité de la principauté de Liège dont elle fait partie. 
Plusieurs procès de sorcellerie ont lieu de 1590 à 1625.
Dès le XIVe siècle, un fourneau à fer existe dans le village qui compte un grand nombre de mineurs.
Par la suite, on y trouve une affinerie et une forge.
En 1830, la commune compte 225 habitants. On y relève d’autre part 34 chevaux, 4 poulains, 49 bovins, 9 veaux, 40 porcs, 250 moutons et 5 chèvres.
Le 24 août 1914, les Allemands font irruption dans le village vidé de ses habitants, il n'y restait que trois habitants. 80 personnes gagnèrent la France d'où 72 d'entre elles ne revinrent qu'à l'armistice.

## Patrimoine et folklore

### Patrimoine architectural
- Eglise Saint-Pierre. Construite en 1875 et 1876 par l'architecte Blandot en style néo-roman[4].

### Folklore
- Une ancienne tradition de la course aux œufs le dimanche après Pâques;
- Marche militaire de Saint-Pierre, le 2e dimanche de juillet.